# Расы Warcraft

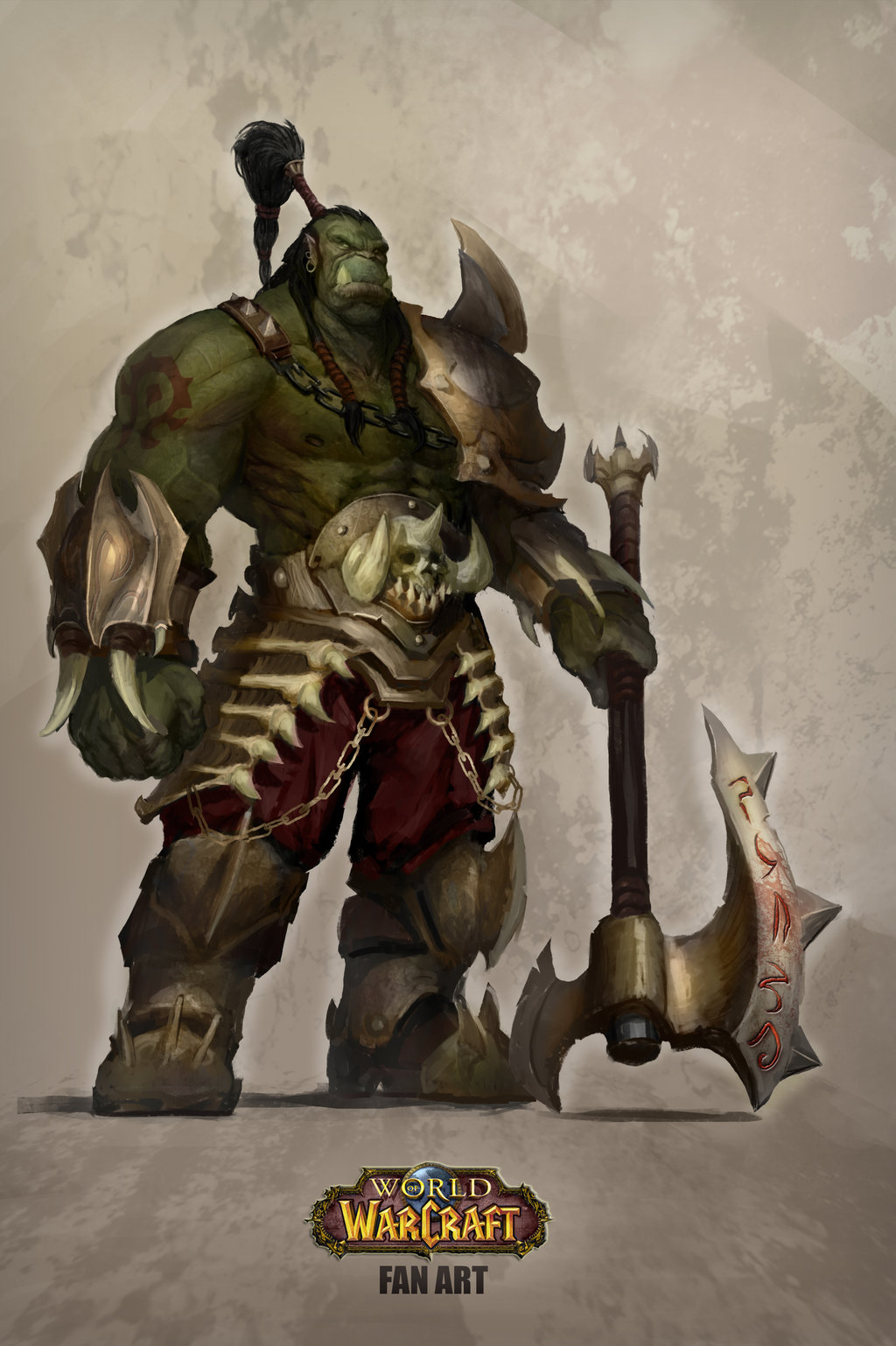
Орк из мира Warcraft. Работа поклонника серии.

Статья представляет собой список основных и малых рас вселенной Warcraft — вымышленного мира компьютерных игр Warcraft.
Большинство народов мира относятся либо к Орде, либо к Альянсу — двум основным фракциям серии — но есть и множество нейтральных рас. Эти народы упоминаются в различных играх Warcraft, причём представители одной и той же расы в разных играх могут играть как положительную, так и отрицательную роли. Как и в других схожих сеттингах, большая часть типажей представителей рас из игр Warcraft основана на архетипах современного классического фэнтези, однако присутствуют и оригинальные образы от разработчиков игры.

## Альянс
Алья́нс присутствует практически в любом сюжете серии игр Warcraft. Это одна из двух главных фракций в World of Warcraft. Альянс начал зарождаться во время Второй войны, когда Семь Королевств решают объединить силы под военным предводительством Андуина Лотара против нашествия орочьей Орды. Позже к ним присоединяются дворфы и высшие эльфы. На протяжении всей истории эта фракция обретала всё больше союзников. Альянс объединяет народы людей, дворфов, гномов, ночных эльфов, дренеев, воргенов, пандаренов Тушуй, эльфов Бездны, озарённых дренеев, дворфов из кланов Чёрного Железа, култирасцев и механогномов. Столица Альянса — королевский город Штормград, которым правит, после смерти своего отца, король Андуин Ринн. Король Штормграда является лидером фракции, но не влияет на решения лидеров других рас. Несмотря на то, что армия и ресурсы остаются на усмотрение отдельного лидера своего народа, когда военный лидер отдаёт призыв к оружию, все расы Альянса должны ему последовать.

### Люди
Лю́ди обычно представляли положительную сторону в саге Warcraft, на которых постоянно нападали орки в первых двух играх: Warcraft: Orcs & Humans, Warcraft II: Tides of Darkness и дополнении Warcraft II: Beyond the Dark Portal. Но в игре Warcraft III: Reign of Chaos, где орками руководит Тралл, воспитанный людьми вождь, и были добавлены расы ночных эльфов и нежити, их отличительное различие стало менее ясным. Людская раса стала совершать неоднозначные поступки, включая порабощение орков и предпринятую попытку геноцида эльфов крови. Многие люди склонны к фанатизму, жажде власти и преступности. Немало людей можно встретить в рядах запретных культов. Так называемый Алый орден, группа воинов и паладинов, осквернённая демоном-натрезимом Бальназаром — являются фанатиками, которые не остановятся ни перед чем ради уничтожения нежити (в том числе Отрёкшихся, которые вышли из-под власти Короля-лича), даже перед убийством своих соотечественников.
Исконными территориями людей считаются восточные земли Азерота, где они расселились практически повсюду. Внешне они ничем не отличаются от обычных людей, принадлежащих к европеоидной расе. Хотя люди имеют множество недостатков, они всё же являются жертвами обстоятельств: постоянно подвергающиеся нападкам то орков, то нежити, они всё же поддерживают свою независимость и веру в Свет.
Предками людей считаются врайкулы — раса полугигантов, созданных титанами. После того, как титаны покинули Азерот, новые поколения врайкулов рождались более слабыми, нежели предыдущие. Они были приговорены к смерти, но смогли спастись, и впоследствии от них произошли люди.

### Дворфы
Дво́рфы — сильная и гордая раса. Они являются одной из древнейших рас Азерота. Это потомки «земельников» — древних существ, которые остались в Азероте после ухода своих создателей, титанов. Дворфы живут в землях, где многие другие не желают селиться. Их столица Стальгорн является одним из немногих городов дворфов в Восточных королевствах. По природе, дворфы имеют сильные физические данные. Их кожа относительно толстая, вдобавок они неуязвимы для ядов и болезней. В бою и дружбе, они всегда крепки и бесстрашны, а по окончании тяжёлого дня, они всегда готовы опрокинуть кружку эля в уютной таверне.
Многие поколения дворфов славятся своим непревзойдённым умением в работе по металлу и камню. Они — мастера кузнечного дела, а их ювелирные изделия, броня и оружие сделаны прекрасно и совершенно. Дворфов иногда путают с их близкими родственниками, гномами (тем более, что обе расы всегда были близкими союзниками). Живя в высоких горах, дворфы подружились со многими горными существами. Хотя люди, живущие в низинах, идут в бой на лошадях, дворфы предпочитают ездить на толстокожих горных баранах, знания которых о горах превосходят даже знания самих дворфов. Разделены на 4 клана — Бронзобородов, Громового Молота, Чёрного Железа и Зиморождённые.

### Ночные эльфы
Ночны́е э́льфы (калдорай) — старейшая эльфийская народность. У них тёмно-лиловая кожа, длинные уши, светящиеся глаза; золотой цвет глаз у ночного эльфа указывал на врождённый потенциал, был знаком великой судьбы (золотые глаза были у королевы Азшары и Иллидана Ярость Бури). Цвет волос варьируется от зелёного до фиолетового. Мужчины отличаются необычной для человека стройностью, которая, однако, не отменяет их мускулистость.
Эльфы населяли континент Калимдор и до второго нашествия Пылающего Легиона никогда не сталкивались с орками и людьми. Эльфы были бессмертными до разрушения мирового древа Нордрассил. После падения высших эльфов ночные эльфы стали самой многочисленной эльфийской расой на Азероте. Большая часть ночных эльфов проживала в их столице Дарнасе; после событий Войны шипов перед дополнением Battle for Azeroth они эвакуировались в Штормград.
Эльфы-мужчины склонны к друидизму (исключением из этого правила является Иллидан Ярость Бури), а эльфийки-женщины — к военному искусству и служению основному божеству ночных эльфов — богине ночи Элуне.

### Гномы
Эксцентричные, гениальные гно́мы являются одной из самых странных рас мира Азерот. Ранее считалось, что они являются потомками дворфов, которые хотели слишком много знать и изменили облик в результате своих изысканий. Однако дальнейшее развитие сюжета игры выявило, что гномы скорее «кузены» дворфов. Как и дворфы, они были созданы могущественной расой титанов. Однако если «земельники», предки дворфов, были чем-то наподобие искусно оживлённых каменных големов, то механогномы, предки гномов, были небольшими человекоподобными роботами, помогавшими титанам в более тонких работах. Впоследствии обе расы, не без помощи существ, известных как Древние боги, попали под «проклятие плоти» — обрели органическую сущность вместо каменной и железно-механической.
Гномы помешаны на разработке радикально новых технологий и создании инженерных чудес. Хотя настоящим чудом является то, что раса гномов до сих пор не вымерла в результате этих опытов. После ядерной катастрофы в их столице Гномрегане, выжившие гномы поселились в дворфийском городе Стальгорне. Но даже гибель тысяч и тысяч их земляков не останавливает гномов от дальнейшего изучения механики, алхимии, магии, инженерии… и любых других вредных или полезных дел, которые они сочтут интересными. В ходе событий, предшествующих выходу дополнения Cataclysm, они вернули себе часть Гномрегана.

### Дренеи
Дрене́и когда-то были эредарами — расой из мира Аргус, сильной в магии и жаждущей знаний. Это привлекло внимание падшего титана Саргераса, который предложил трём лидерам эредаров стать его помощниками и обрести невероятную силу. Двое из них, Архимонд и Кил’джеден быстро согласились. Третий же, Велен, обладая пророческим даром, предвидел превращение эредаров в демонов (или, как он их называл — ман’ари). Он собрал небольшое количество эредаров, поверивших в его предсказания, и, сумев с помощью молитвы призвать на помощь древнюю расу слуг Света, наару, помог им бежать из родного мира.
После многолетних скитаний между мирами, постоянно убегая от Кил’джедена, который считал Велена и его последователей предателями, они наконец прибыли в прекрасный мир, где они считали себя в безопасности. Беглецы уже не считали себя эредарами и назвали себя «дренеями», что означает «изгои» на их языке. Свой новый мир они назвали Дренором, и это название впоследствии подхватили другие его обитатели — орки. Дренеи построили величественные города и храмы, мирно сосуществуя с первобытными орками.
Дренеи — немногочисленный народ, но долгоживущий. Когда их в очередной раз нашёл Кил’джеден, то он решил использовать орков для уничтожения «предателей». Явившись шаманам орков под видом духов их предков, демон натравил их на дренеев, и орки, объединившись в Орду, напали и истребили почти весь народ дренеев. Тем не менее, Велену и ряду его приближённых удалось выжить и бежать из Дренора в Азерот. Там они присоединились к Альянсу.
Истовые последователи веры в Свет, дренеи верят, что когда-нибудь они под руководством наару и с помощью Альянса создадут могущественную Армию Света, способную разбить демонов Саргераса и вернуть им Аргус.
Цвет кожи дренеев варьируется от белого и светло-голубого до фиолетового и тёмно-серого. Имеют довольно высокий рост — около 2,4 м. Мужчины обладают очень крепким телосложением, женщины же очень стройны и изящны. И те, и другие заметно отличаются от большинства гуманоидных рас, в первую очередь — за счёт ящероподобных хвостов, а также копыт.
В ходе событий дополнения Legion Велен со своими соратниками, а также Иллиданом, Кадгаром и героями Азерота отправились на Аргус, где в конечном итоге уничтожили Легион.
Раса дренеев стала новой игровой расой на стороне Альянса в дополнении The Burning Crusade.

### Воргены
Во́ргены — раса волков-оборотней. Первоначально это были друиды-волки из числа ночных эльфов. Они поклялись сохранять равновесие, но в конце нарушили его и звериная часть их натуры взяла верх.
Во время великой Третьей войны Аругал, маг из города Даларан, основываясь на исследованиях покойного мага Ура, нашёл способ призывать воргенов и использовать их против армии Плети. Однако свирепые воргены вскоре вышли у него из-под контроля, и по миру Азерота начало распространяться так называемое «проклятье воргенов», превращающее любого человека или члена другой расы в бесконтрольного свирепого зверя, забывающего своё прошлое и стремящееся только к жестокости и убийству.
Вскоре это самое проклятье легло на одно из королевств людей — Гилнеас. Жители этого государства, находящегося на полуострове, отгородились от мира и всех его проблем мощной Стеной Седогрива. Однако никакая стена, построенная людьми, не могла удержать проклятья, и вскоре оно распространилось на жителей Гилнеаса. В то время в королевстве шла гражданская война между королём Генном Седогривом и лордом Дарием Краули с его приспешниками; однако как только «проклятье воргенов» стало угрожать уничтожением всего Гилнеаса, король Генн освободил из заключения лорда Дария, и обе стороны объединились.
В то время как король Генн доставлял всех выживших и не заражённых жителей столицы Гилнеаса в более безопасные земли, лорд Дарий, пожертвовав жизнью, с группой добровольцев остался в городе и отвлекал орды воргенов. В конце концов они и были окружены в Соборе Рассвета и там все до единого пали… по крайне мере, все так думали. Однако впоследствии оказалось, что они были превращены в воргенов и выжили.
Главный алхимик короля Креннан Аранас создал зелье, выпив которое ворген оставался в форме волка-оборотня, но сохранял человеческий разум. Таким образом, небольшое количество воргенов сохранили разум и сражались на стороне Гилнеаса против их нового врага — Отрёкшихся, которые во главе с Сильваной Ветрокрылой начали наступление с целью захватить Гилнеас по приказу нового вождя Орды после Тралла — Гарроша Адского Крика.
В то время за каждым шагом народа Гилнеаса следили ночные эльфы, и вскоре те открыли им, что сила зелья Аранаса будет длиться недолго, и поэтому они привели их к великому древу Тал’дорен (святилище тех самых друидов-волков из ночных эльфов), где многие воргены (в том числе и лорд Дарий Краули) выпили из его вод и научились навсегда сохранять свой разум. В то же время ночные эльфы открыли воргенам истинное происхождение этого проклятья — давным-давно группа друидов следовала учению полубога-волка Голдринна и научились превращаться в волков. Однако было обнаружено, что во время трансформации в волка они полностью теряли над собою контроль и могли нападать на своих сородичей. Ночным эльфам пришлось изгнать этих друидов в Изумрудный Сон, где они и должны были спать вечно, однако это случилось до того, как проклятье распространилось по миру. Вскоре выяснилось, что и король Генн превратился в воргена, и тогда он решает присоединиться к Альянсу и увести свой народ из Гилнеаса в земли ночных эльфов, где они обещали пристанище, ведь в первую очередь именно ночные эльфы являлись виновниками распространения проклятья.
Часть воргенов во главе с лордом Дарием Краули остались в Гилнеасе, и, образовав так называемый фронт освобождения Гилнеаса, продолжили борьбу с Сильваной и Отрёкшимися. Некоторое время они успешно вели партизанскую войну, уничтожая целые отряды лучших воинов Отрёкшихся, и однажды они даже отвоевали почти весь Гилнеас, до самой Стены Седогрива. Также лорду Краули удалось заключить союз с воргенами стаи Кровавого Клыка, а также получить помощь со стороны людей Штормграда в виде знаменитого 7-го легиона, присланного самим королём Варианом Ринном. Однако в конце концов воргены Гилнеаса потерпели поражение, после того как Сильвана взяла в плен дочь Дария Лорну и предъявила ему ультиматум — либо фронт освобождения Гилнеаса капитулирует, либо Лорна будет убита и впоследствии воскрешена как одна из Отрёкшихся. Дарий выбрал первое, и Гилнеас был покорён Отрёкшимися.
Раса воргенов стала новой игровой расой на стороне Альянса в дополнении Cataclysm, в стартовом сценарии которой игрок принимает участие во всех вышеописанных событиях, от борьбы с воргенами как человек до превращения в воргена и последующей борьбы с армией Отрёкшихся.

### Союзные расы Альянса
Война с Пылающим Легионом сильно проредила ряды Альянса и заставила последнего искать новых союзников. И они нашлись. Среди них оказались эльфы Бездны, озарённые дренеи, дворфы из клана Чёрного Железа, култирасцы и механогномы. Все они стали новыми игровыми союзными расами в дополнении Battle for Azeroth.

#### Эльфы Бездны
После осквернения Артасом Солнечного Колодца и его последующего очищения группа эльфов крови под началом магистра Умбрия начала поиски новых источников магической силы, в связи с чем они начали изучать Бездну. Руководство Луносвета осудило подобные практики, и их изгнали из города.
Но даже изгнанные, они продолжили свои изыскания, которые привели их в Телогрус, остаток мира, разрушенного Бездной. Там изгнанники попали в ловушку, заготовленную принцем эфириалов Дурзааном, и поддались преображению Бездной. Своевременное вмешательство Аллерии и героя Альянса сорвало злые планы принца и спасло эльфов от порабощения и безумия, но Бездна необратимо изменила их. Аллерия предложила им свою помощь в обуздании новообретённой силы с целью обратить Бездну во благо и сохранить при этом рассудок. Поскольку Луносвет, служащий Орде, уже давно от них отвернулся, изгнанники присягнули на верность Альянсу. С тех пор они стали называться э́льфами Бе́здны, или рен’дорай.

#### Озарённые дренеи
На протяжении многих тысячелетий армия Света сражалась с полчищами Пылающего Легиона в Круговерти Пустоты. Самые преданные делу дренеи проходили особый ритуал, чтобы стать одним целым с энергией Света и войти в число озарённых. Когда озарённые дрене́и одержали окончательную победу на Аргусе, у них появилась новая цель: защищать Азерот от любых угроз и помогать Альянсу в противостоянии Орде.

#### Дворфы из клана Чёрного Железа
Дво́рфы из кла́на Чёрного Желе́за известны крутым нравом и непоколебимым упорством. Их отношения с другими кланами не всегда были дружескими. В результате провальной попытки переворота в Стальгорне началась Война Трёх кланов, и многие дворфы из клана Чёрного Железа перешли на службу к Повелителю огня Рагнаросу. Часть дворфов поддержала королеву-регента Мойру Тауриссан, но многие отказались присягать ей на верность. Альянс надеется объединить клан Чёрного Железа, чтобы завладеть силой азерита и добиться преимущества в борьбе с Ордой.

#### Култирасцы
Кул-Тирас был основан бесстрашными исследователями, бороздившими неизведанные воды в поисках приключений. Когда-то эта нация была одним из ключевых членов Альянса Лордерона, а её легендарный флот царил на морях Азерота. Но после долгих лет смуты и невзгод, обрушившихся на королевство, Кул-Тирас оказался отрезан от остального мира и поддался влиянию тёмных сил. Благодаря помощи храбрых героев дом Праудмуров вернул себе власть, и култи́расцы готовы снова сражаться вместе с отважными защитниками Альянса.

#### Механогномы
Раньше механогно́мы мечтали о полной механизации, но теперь ищут баланс между живой плотью и стальными частями. После долгих лет изоляции на острове Мехагон они решили обратить свои изобретательность и мастерство на службу Альянсу.
Когда-то они покинули Гномреган, чтобы построить собственную столицу, Мехагон, из металла и сложных механизмов. Однако их король Мехагон превратился из мудрого и амбициозного лидера в безжалостного тирана, правящего железной рукой.

## Орда
В первых двух играх серии Warcraft Орда́ состоит из орков (а также некоторых огров) под командованием Пылающего Легиона. На протяжении первых двух войн орки, одержимые безумием Маннорота, пытаются захватить королевства людей. Однако в конце Второй войны Орда была побеждена, а орки были помещены в лагеря для военнопленных.
В Warcraft III: Reign of Chaos молодой орк Тралл организует массовое восстание орков по всему континенту. Освобождая лагерь за лагерем, Тралл становится лидером новой Орды и ведёт свой народ через Великое море на земли Калимдора. Там он организовывает союз с троллями Чёрного Копья и тауренами.
Уже к событиям World of Warcraft банши Сильвана Ветрокрылая освобождает всю нежить Лордерона из-под власти Короля-лича и организует новую фракцию — Отрёкшиеся, после чего тоже присоединяется к Орде.
К событиям дополнения Cataclysm Тралл оставляет пост вождя и уходит спасать Азерот от разрушения, оставляя на своё место сына Громмаша — Гарроша Адского Крика. В это же время гоблины Трюмных Вод присоединяются к Орде.

### Орки
О́рки — это дикая раса из мира Дренор, который был испорчен демонической силой, известной как Пылающий Легион. Под его влиянием Орда орков истребила дренеев и вторглась в мир Азерота, неся с собой разрушение и гибель. В результате двух опустошительных войн орки были в конце концов повержены Альянсом и поселены в особых резервациях, пока молодой орк по имени Тралл не объединил их снова, окончательно избавив их от демонического влияния и вернув их к своим шаманским корням.
Внешний вид орков в играх серии в некоторой степени напоминает орков из вселенных «Властелин Колец» и Warhammer. Warcraft — одна из немногих вселенных, в которой орки не только не выступают на стороне безусловно злых сил, но могут завоевать уважение своим героизмом.
Но так было не всегда. Эволюция орков делает резкий поворот в Warcraft III, а до этого они показаны как бесстыдные и наглые захватчики. Они вызывают демонов, воскрешают мёртвых и истребляют всё на своём пути. Никаких намёков на цивилизованность нельзя было найти ни в игре, ни в руководстве. В Warcraft III, где главными злодеями выступает нежить, злые деяния орков объясняются влиянием союза с демонами, который был разорван усилиями их нового вождя Тралла (от англ. Thrall — «раб»).
Истории жизни Тралла была посвящена приключенческая игра Warcraft Adventures: Lord of the Clans, которая была почти закончена, но так никогда и не увидела свет. В ней рассказывалось, как Тралл вырос в тюремной резервации под надзором людей и затем стал вождём Орды. Взамен игры был написан роман, который также назывался World of Warcraft: Повелитель кланов, о жизни Тралла от убийства его родителей до полного освобождения им орков. В Warcraft III есть дополнительная кампания «Повелитель кланов». Также был написан роман Rise of the Horde, повествующий об истории орков, как это видел отец Тралла Дуротан. Орки романа не были кровожадными существами. До прибытия Кил’джедена они даже почти не дрались между собой. Их превращение в Орду случилось в результате обмана Кил’джедена и двух лидеров орков: Гул’дана и Нер’зула. Сам роман, по-видимому, является рассказом Тралла, написанным им незадолго до начала событий The Burning Crusade. Роман заканчивается прибытием дренеев в Азерот.
Единственное место, где ещё можно застать неизменённых демонической магией орков — равнины Награнда в разрушенном мире Дренор. Эти орки, также известные как маг’хары, даже сохранили свой изначальный цвет кожи — коричневый. А в дополнении Battle for Azeroth присоединились к Орде.

### Отрёкшиеся
Отрёкшиеся — разумная нежить, избавившаяся от власти Короля-лича после Третьей войны. Эта молодая группировка не является естественной расой, поскольку состоит из оживших мертвецов, которые при жизни в основном были людьми, эльфами и орками. Ведомые своей королевой-банши Сильваной, они сражаются за место под солнцем с нежитью Артаса и с остатками людей, не желающих покидать разрушенный Лордерон, превращённый в столицу нежити Подгород — катакомбы бывшего города Лордерона, столицы одноимённого королевства.
Официально Сильвана и Отрёкшиеся примкнули к Орде. Цель данного союза — уничтожить Плеть, при этом никто не питает надежд на то, что Отрёкшиеся обеспокоены судьбой тауренов, троллей и прочих населяющих Азерот и окончательно сошли со «злого» пути. Попытки изобретения новой чумы лишь доказывают это, и впоследствии использование её Королевским фармацевтическим обществом (КФО) при Вратах Гнева. Цель данной операции — испытать новую чуму и показать свою силу Королю-личу. Первые бомбы (с помощью которых доставлялась новая чума) достигли Артаса, однако основной урон понёс объединённый отряд Альянса и Орды. Отряд Отрёкшихся отступил в Подгород, откуда был выбит объединёнными силами Орды и Альянса. С этого времени Орда держит Отрёкшихся, а особенно КФО, на коротком поводке.
Однако, уже в дополнении Cataclysm Сильвана начинает в полную силу использовать новую чуму в Гилнеасе, предгорьях Хилсбрада, Серебряном бору, используя тактику Плети (массовое убийство, а затем воскрешение противника), тем самым пополняя ряды своей армии. Данную тактику войны категорически отрицал Гаррош, однако Сильвана всё равно использует её повсеместно.
В дополнении Legion, после смерти вождя Вол’джина, Сильвана Ветрокрылая стала новым вождём Орды.
В дополнении Battle for Azeroth Сильвана оставила трон вождя Орды и покинула Оргриммар, оставив Отрёкшихся без лидера. Лилиан Восс стала их представителем в Орде, но ждёт, пока появится более подходящая персона для роли правителя Отрёкшихся.

### Таурены

Таурен

Тауре́ны (от др.-греч. ταυρος — бык) — одна из самых миролюбивых рас в мире Warcraft. Они выше человека примерно в 2 раза и представляют собой нечто среднее между людьми и быками. В отличие от Минотавра из греческой мифологии, «человеческие» и «коровьи» признаки тауренов распределены равномерно — так, например, шерстью покрыто всё их тело. Их женщины немного меньше и легче мужчин и обладают более лёгким скелетом.
Таурены, прообразом культуры которых выступали культуры индейцев Северной Америки, очень чутко ощущают дух этого мира, придерживаются шаманских культов, особое внимание уделяя культу предков, а также исповедуя путь воина. Таурены чтут тотемы предков, которые достигают громадных размеров и зачастую вытесаны из цельного дерева. Эти тотемы могут быть использованы в качестве оружия. Однако их излюбленным оружием являются шест величиной со старый дуб (их используют в основном вожди) и топор. В настоящее время находятся в союзе с Ордой.
Таурены обитали в центральных областях Калимдора и вели кочевую жизнь. Их история по продолжительности вряд ли уступает истории ночных эльфов. Участвовали в Войне Древних 10 тыс. лет назад на стороне ночных эльфов. Но к тому моменту, когда Орда прибыла в Калимдор, таурены были почти истреблены кентаврами. Кроме того, они переживали период раздробленности на отдельные кланы. Самым могущественным из них был клан Кровавое Копыто, который возглавлял Кэрн Кровавое Копыто.
Орки, представлявшие большую часть Орды, практически сразу по прибытии на Калимдор стали свидетелями битвы между тауренами и кентаврами. Орки и тролли джунглей, входившие в состав Орды, оказали помощь тауренам и вскоре обнаружили с ними много общего, поскольку Орда желала вернуться к своим шаманским корням, а Степи, в которых жили таурены, напоминали оркам об их родине — Дреноре. Таурены, также будучи народом с древними шаманскими корнями, помогли подающим надежды оркам и их вождю Траллу. С тех пор таурены являются неотъемлемой частью Орды. Они сражались бок о бок с Ордой, Альянсом и ночными эльфами в битве при горе Хиджал, а затем принимали участие в войне против армий Кул-Тираса, попытавшихся вторгнуться в Дуротар.
По окончании Третьей войны таурены окончательно объединились и осели на плодородных равнинах Мулгора. Их столицей стал Громовой Утёс, построенный на плоскогорье. Кэрн Кровавое Копыто был убит на дуэли лидером Орды, Гаррошем Адским Криком. На самом деле, Гаррош хотел победить своего противника в честном бою, но заговорщица Магата, вождь клана Зловещего Тотема, смазала топор Гарроша ядом и Кэрн скончался от отравления. Тауренов возглавил его сын, Бейн Кровавое Копыто. Таурены продолжают поставлять свирепых воинов и мудрых шаманов для Орды.
В Пандарии и Нордсколе обитают яунголы и таунка — родичи тауренов. В отличие от них первые скорее напоминают двуногих яков, а вторые — двуногих бизонов.

### Тролли
Тро́лли — высокие, долговязые и мускулистые существа, внешне похожие одновременно на орков и эльфов, так как имеют и ужасающие клыки, и длинные уши. Их длинные руки, сильные ноги и быстрые рефлексы совершенны для охоты. Как и у тауренов, руки троллей имеют только по 3 пальца (по одному противоположному), а ноги — по 2. Тролли также не носят обуви. Они считаются одной из древнейших разумных рас Азерота, хотя их происхождение остаётся загадкой.
Цвет кожи троллей может варьироваться от светло-зелёного до синего и фиолетового. Цвет кожи джунглевых троллей обычно зелёный, а цвет кожи береговых троллей — синий либо бледно-серый. Хотя множественные физические повреждения убьют тролля, как и любого другого гуманоида, у них есть своё преимущество — они могут регенерировать потерянные конечности и излечивать ужасные ранения очень быстро, что делает их серьёзными противниками.
Бойцы тролльских племён — прирождённые убийцы, и как и орочьи воители, весьма кровожадны. В бою чаще пользуются копьями или дубинами. Некоторые всё ещё придерживаются своих древних традиций: каннибализма и вуду.
Тролли обладают собственной религией — лоа. Лоа — это поклонение духам предков и диким богам (древним разумным животным).
Существуют легенды, согласно которым первыми ночными эльфами были тёмные тролли с севера Калимдора, которые поселились на берегах Колодца Вечности и изменились под его влиянием.
Изначально существовало 5 видов троллей — зандалары, снежные, лесные, тёмные и тролли джунглей. Некоторые тролли, что стали практиковать магию крови стали кровавыми троллями. После раскола в конце Войны древних несколько троллей джунглей оказались изолированны от своих сородичей в пустынных землях и стали песчаными троллями.

### Эльфы крови
Высшие эльфы — потомки ночных эльфов, изменившиеся из-за использования тайной магии и перехода на дневной образ жизни.
Э́льфы кро́ви, или син’дорай («дети крови» по-талассийски) — бывшие высшие эльфы Кель’Таласа, большинство которых было убито Плетью во время Третьей войны.
Страшный урон, нанесённый нежитью Плети, а также последовавший конфликт с людьми Альянса, изменил менталитет большинства представителей расы: они стали жёстче и в какой-то мере эгоистичнее. В дополнении The Burning Crusade они присоединились к Орде, надеясь воссоединиться с принцем Келем, который с верными отрядами бежал в Пустоши из-за конфликта со временным руководством Альянса. Их столица — город Луносвет в лесах Вечной Песни. Со временем выяснилось, что Кель’тас Солнечный Скиталец обезумел, предал своего союзника и сюзерена Иллидана Ярость Бури, и взамен на доступ к демонической магии стал служить Пылающему Легиону. Эльфы крови, находящиеся в Запределье вместе с Кель’тасом, разделились на две группы: одни по-прежнему были верны своему лорду, другие покинули его и стали называться Провидцами. Эльфы крови в Азероте остались в составе Орды под предводительством регента Лор’темара Терона.
Эльфы крови — очень продвинутый народ, используют в обиходе магию как необходимый помощник, также магия необходима эльфам как ценнейший ресурс. Эльфы крови очень зависимы от магии, однако стараются контролировать эту зависимость.
В конце дополнения The Burning Crusade, после очищения Солнечного колодца, источника магии эльфов крови, зависимость народа от неё значительно уменьшилась.
Эльфы крови немного изящнее людей. Традиционно у них волосы золотистого оттенка и зелёные глаза. Хотя, встречаются эльфы крови с тёмными и рыжими волосами.
Эльфам крови присущи глаза зелёного и жёлтого цветов, а у высших эльфов, чья раса не загрязнена развращённой магией Кель’таса, глаза голубые. В дополнении Battle for Azeroth появились эльфы крови с глазами золотого цвета, что символизирует очищение Солнечного колодца и освобождение от магической зависимости.

### Гоблины
Го́блины — это зеленокожие карлики, обладающие большим мастерством в различных ремёслах, в основном в инженерии и алхимии. В основном живут за счёт торговли. Часть из них выступала на стороне орков во Второй войне, но после они разорвали союз и стали жить сами по себе. Однако Траллу удалось нанять нескольких гоблинов в качестве горнорабочих для королевства Дуротар. Они немного сумасшедшие, и их изделия угрожают жизни их самих и окружающих. Обычно занимаются инженерией, в чём конкурируют с гномами. Славятся изобретением крошшеров — роботов, пилотируемых из кабины сверху, на правой руке которых установлена циркулярная пила, на левой же есть пальцы. Основное применение таких роботов — лесозаготовительные операции, но и в военном деле это сильное оружие. Также им принадлежит изобретение динамита, дирижаблей и т. д.
Известно, что в древние времена предки гоблинов были примитивной расой обитавшей в лесах рядом с Ульдуаром. Один из хранителей, Мимирон стал проводить над ними эксперименты с минералом под названием каджа’мит, и поглощение минерала сделало их умнее, а также изменило внешность, сделав их теми самыми гоблинами, которые сейчас живут на Азероте. Известно также, что те древние существа имели общего предка с пигмеями — расой маленьких, напоминающих уродливый гномов созданий.
В дополнении Cataclysm часть гоблинов присоединились к Орде под предводительством торгового принца Галливикса. Орда выделила гоблинам до того практически необитаемый регион Азшару. Гоблины населили эту землю, превратив её в индустриальный центр, и терраформировали так, что теперь Азшара повторяет своими очертаниями герб Орды.

### Союзные расы Орды
Война с Пылающим Легионом сильно проредила ряды Орды и заставила последнюю искать новых союзников. И они нашлись. Среди них оказались ночнорождённые, таурены Крутогорья, маг’хары, зандалары и вульперы. Все они стали новыми игровыми союзными расами в дополнении Battle for Azeroth.

#### Ночнорождённые
Ночнорождённые, также известные как шал’дорай — народ могущественных и мистических эльфов, в которых превратились ночные эльфы Сурамара после 10 тыс. лет, проведённых под воздействием Ночного Колодца. Их правителем долгое время являлась великий магистр Элисанда, которая была вынуждена объявить о союзе с Пылающим Легионом после начала нового вторжения. Гул’дан и демоны использовали ночнорождённых в качестве своих пешек во время ведения войны на Расколотых островах.
С началом нового вторжения Пылающего Легиона великий магистр Элисанда решила принять предложение Гул’дана и сняла магический барьер, который защищал Сурамар. Ночнорождённые стали союзниками Легиона, хотя и не все из них были согласны с решением Элисанды. Поскольку первое восстание было быстро подавлено, мятежники держали свои мысли в тайне. Демоны наполнили улицы, и обычные жители постоянно чувствовали страх. Между лоялистами, которые пытались заслужить благосклонность Элисанды и Легиона, не прекращалась борьба за власть.
Первая чародейка Талисра, которой удалось сбежать из города, начала поднимать массивное восстание, объединив ночнорождённых, помрачённых, иссохших и ночных эльфов, которые жили вокруг города или являлись беженцами из Валь’шары. Талисру поддержала и Ли’лет Лунарх — сурамарская аристократка из богатой и известной семьи. Благодаря помощи героев Альянса и Орды повстанцы добились немалых успехов.
После долгожданной победы над Легионом Талисра стала новым лидером ночнорождённых. Она и народ Сурамара, решив, что с эльфами крови они скорее найдут общий язык, чем с бывшими сородичами из ночных эльфов, вошли в состав Орды.

#### Таурены Крутогорья
Тауре́ны Крутого́рья — потомки Хална, храброго героя, прославившегося во время Войны Древних. Они почитают духов земли, реки и неба. После вторжения Легиона доверие между племенами было подорвано, но теперь таурены Крутогорья вновь объединили свои силы. Они готовы покинуть священную гору, чтобы примкнуть к своим калимдорским сородичам и стать союзниками Орды.
Их главным отличием от обычных тауренов являются рога. Если у тауренов из Калимдора рога выглядят как рога обычных коров и быков, то у обитателей Крутогорья они, скорее, напоминают лосиные рога.

#### Маг’хары
Междоусобные войны орков на Дреноре длились не одно поколение. Когда Гул’дан предложил собратьям испить крови его хозяев-демонов, разрозненные племена маг’ха́ров — что переводится с языка орков как «сохранившие чистоту» — отказались принимать участие в тёмном ритуале и объединились, чтобы выдворить Пылающий Легион из своего мира. После падения цитадели Адского Пламени маг’хары поклялись отблагодарить героев Азерота за оказанную услугу, когда придёт время. Теперь, когда стычки с Альянсом становятся всё более ожесточёнными, Орда вынуждена обратиться за помощью к могучим маг’харам.
По сравнению со своими сородичами с зелёной кожей, у маг’харов куда более продвинутый прогресс в боевом и оружейном плане (боевые машины, механизмы и оружие с прочными доспехами), так как они фактически потомки Железной Орды. Помимо этого, на стороне маг’харов сражаются огры и даже огроны и гронны — свирепые гиганты Дренора.

#### Зандалары
Зандала́ры — один из видов троллей, гордый народ, история которого началась на заре Азерота. Свирепые воины-зандалары сражаются верхом на динозаврах, а их боевой флот — один из самых мощных в Азероте. Однако вторжение врагов и заговор советников короля поставили под угрозу само существование королевства. Восстановив порядок в Зандаларе, герои Орды могут обрести нового могучего союзника.

#### Вульперы
Вульпе́ры — лисолюди, хитрые кочевники-собиратели, способные выгодно использовать практически любую находку. Ум и находчивость помогли многим поколениям вульпер выжить в песках Вол’дуна. Решив присоединиться к Орде, они направили свои караваны прочь от дюн в поисках приключений.
Змеелюди сетраки начали порабощать всех, кто не способен дать им отпор. Вульперы стали их первой лёгкой добычей.

## Пылающий Легион
Армия демонов, стремящаяся уничтожить все существующие миры, в том числе Азерот, ввергнув вселенную в первобытный хаос.
Легион был основан падшим титаном Саргерасом, у него был лейтенант Кил’джеден Искуситель и павший при битве у Нордассила Архимонд Разрушитель, во время второго вторжения Пылающего Легиона в Азерот.
В Пылающий Легион входили две самые могучие демонические расы — эредары и натрезимы, они же Повелители Ужаса — наделённые умом и хитростью демоны, которых встретил и завербовал для службы себе Саргерас. Именно Саргерас в начале времён развратил королеву эльфов Азшару, из-за чего древний Азерот распался на несколько континентов.
С выходом книги-энциклопедии «Хроники Warcraft» становятся известны мотивы Саргераса: он уничтожал живые миры для того, чтобы их не захватили могущественные повелители Пустоты (космические сущности, подобные титанам), и для этого использует любовь к разрушениям и кровожадность различных демонов.

### Бесы
Низшие демоны с озорным вредным характером. Обычно они являются спутниками чернокнижников Пылающего Легиона. Эти маленькие демоны хитры и порочны, имеют склонность к магии огня.
Матроны бесов — огромные, толстые существа, владеющие магией и управляющие (и, возможно, создающие) ордами бесов.

### Ган’арг
Низкорослые представители мо’аргов. Они исключительные инженеры, умные, быстрые, смышлёные. Цвет кожи бледно-розовый.

### Гончие скверны
Свирепые и кровожадные, эти четвероногие демоны больше похожи на плотоядных животных, чем на разумных существ. У них плоская, безглазая голова с острыми зубами, кожа красная, на спине растёт чёрное подобие острой гривы, на передней паре ног растут большие шипы, также из спины торчат длинные щупальца, с помощью которых они высасывают свою излюбленную пищу — магию.

### Губители
Демоны, более известные как Властители преисподней. Они присягнули Архимонду Разрушителю в вечной службе Пылающему Легиону. Ими движет ярость и жажда крови. Тело напоминает драконоидов с шестью лапами, хвостом и крыльями. Голова демоническая, с рогами и крупной челюстью. Глаза источают ядовито-зелёный свет. Властители преисподней все эти 10 тыс. лет были неотъемлемой частью Легиона и хорошо показали себя в Войне Древних. Самый могущественный из них — Маннорот Разрушитель. Именно испив его крови, орки впали в безумие. Он был убит Громом Адским Криком и после его смерти место лидера губителей занял Азгалор.

### Демоны
Ненавистные, извращённые по своей сути злые существа из Круговерти Пустоты, которые черпают удовольствие в страдании других. Большинство демонов Азерота и Запределья являлись членами Пылающего Легиона и подвластны павшему титану Саргерасу. Сами из себя демоны — это порабощённые существа, миры которых захватил Пылающий Легион и заставил служить на своё благо.

### Ман’ари
Падшие эредары, ныне командиры Легиона. Обычно они себя называли просто эредарами, обусловлено это может быть тем, что кроме дренеев и ман’ари не осталось больше следов других представителей их расы. Эти эредары являются первыми представителями Пылающего Легиона. После присоединения к Легиону, большинство из них сменили цвет кожи на разные оттенки красного (лишь единицы, в том числе Архимонд, сохранили синюю кожу).

### Мо’арги
Основная пехота Пылающего Легиона. Высокие и широкоплечие, они особенно хороши в рукопашном бою. Многие мо’арги являются учёными, кузнецами и инженерами. Цвет кожи бывает серым, оранжевым, светло-голубым и золотистым.

### Натрезимы
Так же известны как повелители Ужаса. Умные и хитрые демоны-вампиры. Именно против них несколько тысяч лет воевал Саргерас, пока не сошёл с пути и не образовал Пылающий Легион. Натрезимы с радостью к нему присоединились. По большей части они исполняли роль тактиков и лейтенантов Легиона, а также послами и шпионами Кил’джедена. Они так же активно участвовали в Войне Древних. По прошествии нескольких тысяч лет они вернулись в Азерот по приказу Кил’джедена. Их целью была слежка за Нер’зулом. В это время натрезимы активно принимали участие в Третьей войне, вплоть до поражения Мал’Ганиса, Бальназара, Детерока и Вариматаса, последних наместников Легиона в Лордероне.

### Сатиры
Давным-давно сатиры были ночными эльфами. Первым сатиром был владыка Ксавий, который предал весь свой народ и начал помогать падшему титану Саргерасу. Когда об этом узнал друид Малфурион, то убил Ксавия, но Саргерас понял, что тот ему ещё нужен, и воскресил Ксавия. При этом тело последнего изменилось — у него выросли рога, копыта, хвост, когти зверя, и таким образом он стал первым сатиром. Саргерас также дал ему силу превращать других эльфов в сатиров. Постепенно всё больше и больше эльфов становились такими же, как он.
Когда Малфурион попытался уничтожить Колодец Вечности, то вместе с высокорождёнными против него выступили и сатиры во главе с Ксавием. Подданные Ксавия похитили возлюбленную Малфуриона Тиранду, и в ярости он убил Ксавия, и в этот раз — не навсегда.
Несмотря на это, сатиры продолжали сражаться и без своего лидера. Они приняли участие в Третьей войне на стороне Пылающего Легиона. Они пытались помешать ночным эльфам пробудить друидов от их спячки, также они пытались помешать Иллидану украсть череп Гул’дана, но ни то, ни другое им не удалось. После того как Иллидан поглотил силы черепа Гул’дана, сатиры присоединились к нему. Сатиры попытались помешать Майев преследовать Иллидана, но тщетно — в результате небольшая группа сатиров была уничтожена. Как оказалось, сатиры также захватили в плен небольшое количество ночных эльфов, но Майев освободила их.
Небольшая группа сатиров последовала за Иллиданом в Запределье.

### Стражи рока
Гвардия Архимонда Осквернителя, не только отличавшаяся огромной физической силой, но и владеющая разрушительной магией. После гибели хозяина некоторые из них стали наёмниками, но большая часть всё же осталась на службе Пылающего Легиона.

### Шиварры
Шестирукие самки демонов, жившие в Запределье. Ростом примерно в 6-9 м. Служили Пылающему Легиону как жрицы и военные капелланы. Они набожны и харизматичны, являлись движущей силой Легиона.

## Плеть
Созданная Пылающим Легионом для сокрушения Азерота перед вторжением, нежить вышла из-под его контроля. Она подчиняется Королю-личу — Нер’зулу, с которым впоследствии слился Артас. Главный бастион нежити в Восточных королевствах — Стратхольм, а в Нордсколе — Ледяная Корона, столица Короля-лича, а также некрополь Наксрамас (резиденция наместника Кел’Тузада).
В дополнении Wrath of the Lich King объединённые силы Орды и Альянса под предводительством ордена паладинов Серебряный Авангард сразились с Плетью и, хоть и не уничтожили её полностью, сумели обезглавить её, убив Артаса и других военачальников нежити. Место Короля-лича занял бывший паладин, военачальник Альянса и регент Штормграда, Болвар Фордрагон. Ныне именно он сдерживает Плеть от безграничного разрушения и, кроме того, управляет рыцарями смерти, вышедшими из под контроля Артаса и примкнувшими к Альянсу или Орде.

## Другие расы

### Анубисаты
Раса гигантских гуманоидов с каменной кожей, одни из созданий титанов, обитающие в храме Aн’Кираж и в Ульдуме. Их внешность (двуногие шакалы) и название являются отсылкой к Анубису — богу загробного мира в мифологии Древнего Египта. Не были затронуты проклятьем плоти, но были порабощены киражами и с тех пор служат им.

### Безликие
Безликие, или н’раки — раса, появившаяся из материи Древних богов, впоследствии вместе с акирами сражавшаяся против элементалей, населявших древний Азерот, и созданиями титанов, пришедших отвоевать планету у Древних богов. Они умны, сильны и безгранично преданы Древним богам, по подобию которых созданы. Известно, что среди н’раки существует некая военная иерархия, но кроме этого, о безликих почти ничего не известно. Их тёмная магия очень сильна. Эти существа делятся на несколько видов: воины, маги, осквернители разума и забытые (сильнейший вид). Также безликие встречаются в Warcraft III: Frozen Throne в роли безмозглых животных.

### Врайкулы
Родина полугигантов врайкулов — Ревущий фьорд на юго-востоке Нордскола.
Говорят, что в древности народ врайкулов создал процветающую цивилизацию в этих краях. Но случилось так, что в один день врайкулы мистически исчезли, оставив после себя лишь пустынные поселения и заброшенные храмы. В наши дни, когда на землях врайкулов был построен Валгард, лагерь Альянса, они вернулись.
Под предводительством короля Имирона эти могучие воины обрушились на селения Орды и Альянса, обосновавшись в крепости Утгард, что недалеко от Валгарда. Неизвестно, где врайкулы провели несколько тысяч лет, но сейчас они сражаются на стороне Короля-лича.
Врайкулы — мрачный и жестокий народ. Они практикуют руническую магию, незнакомую даже самым мудрым и опытным чародеям. Среди их прислужников — ворги и протодраконы — примитивные крылатые ящеры, часть из которых (не без помощи титанов) в далёком прошлом превратилась в обладающих магией драконов.
В процессе выполнения задания «Страдания Ниффлвара» выясняется, что много лет назад, после того, как боги-титаны «покинули» врайкулов, их женщины стали рожать слабых и уродливых детей. Король Имирон, публично отрёкшись от богов, под страхом смерти приказал, чтобы этих младенцев уничтожили, но не все матери сумели исполнить его волю, некоторые сокрыли своё потомство вдали от Нордскола. Так появилась человеческая раса.
Бранн Бронзобород из Ульдуара говорит, что врайкулы наряду с гигантами и предками дворфов, представляют собой «перворождённую расу», что означает — они не произошли из другого народа, а их создали непосредственно титаны.
Разновидности

Железный врайкул

- Обыкновенные врайкулы, европеоидного цвета кожи, проживающие в Ледяной Короне, Седых холмах и Ревущем фьорде. Их столица — крепость Утгард. Подавляющее их большинство служит Королю-личу. Предположительно от них произошла раса людей.
- Морозные врайкулы. Родина этих врайкулов — Грозовая гряда. Состоят в большинстве своём из женского контингента (кроме жителей Имирхейма). Жительницы деревни Бруннхильдар (Хильды) с незапамятных времён служат своему историческому покровителю Ториму. Любой пойманный мужчина, врайкул или из другой расы, обречён на смерть либо непосильное рабство. Противоборствуют морозным врайкульшам из Валькириона, присягнувшим Королю-личу.
- Валькиры и варгулы — при жизни врайкулы обоих видов стремятся пройти испытание, наградой за которой является «восхождение». Победители отправляются в Имирхейм, становясь элитными воинами Короля-лича, а недостойные превращаются в варгулов, разновидность низшей нежити. Достойнейшие из женщин врайкулов становятся валь’кирами.
- Квалдиры — раса морских врайкулов. Представляют собой бывших валарьяров, чьи души пленила и преобразила Хелия. Их столица — лагерь Хротгара, на острове к северу от Ледяной Короны. Морские разбойники, совершающие налёты на прибрежные поселения и корабли. Заклятые враги клыкарров. Не имеют подчинённости кому-либо, сами по себе.
- Железные врайкулы — создания титанов, впоследствии превратившиеся в обычных врайкулов под воздействием проклятия плоти. Их родина — Ульдуар, Чертоги Молнии. Служат Локену и Йогг-Сарону.
- Друсты — племя врайкулов, издавна обитавшее в Кул-Тирасе, задолго до прихода сюда людей с материка. Издавна практиковали свою уникальную магию, совмещающую друидизм и некромантию. Когда друсты под началом своего короля Горака Тула развязали войну против култирасцев, в ходе контратаки их цивилизация была почти полностью уничтожена. Лишь небольшая группа терномантов во главе с Ульфаром, осталась в стороне от войны и дожила до настоящего времени.

После того, как пал Король-лич, врайкулы обрели свободу. Много времени о них ничего не было слышно, но в дополнении Legion они появляются как сила, сражающаяся против Пылающего Легиона. Кроме этого, появляются также Один — древний Хранитель (создание титанов, имеющее частицу их силы и охраняющее Азерот), имеющий в своём распоряжении армию врайкулов, и Хелия — древняя волшебница врайкулов, превращённая Одином в первую валькиру.

### Гноллы
Существа, похожие на людей, но с головой гиены. Крайне вспыльчивы.
Происхождение гноллов весьма туманно, хотя существует гипотеза, что как и многие звероподобные расы Азерота (свинобразы, кентавры, гарпии и т. д.) они являются потомством одного из диких богов.
До Третьей войны гноллов можно было встретить на всей территории Восточных королевств. Сейчас в северной части материка их практически не осталось, а те немногие выжившие ведут борьбу за выживание с нежитью.
Совсем другое положение гноллов в Штормграде. У стаи Речной Лапы есть неофициальная столица в Пыльных равнинах, что на юге Западного Края. Несмотря на постоянное гонение со стороны людей, они остаются значимой силой в Красногорье и Западном Крае.
Гноллы умеют читать и писать, но им неведомы правила приличия. Остальные расы, в частности люди, используют их в основном как наёмников. После войны с ограми почти вся раса гноллов была уничтожена, выжившие остались жить в Штормграде, лишь немногие продолжали работать наёмниками.

### Горные великаны
Древняя раса Калимдора, обитающая на горе Хиджал. Были пробуждены порчей Пылающего Легиона. Сражаются на стороне ночных эльфов.
Горные великаны — дети Теразан Матери Скал, повелительницы элементалей. Вероятно, горные великаны сражались в древних войнах против армий титанов и Древних богов. Несмотря на свою хаотичную природу, горные великаны, судя по всему, довольно миролюбивы, ведь они сражались на стороне ночных эльфов во время Третьей войны.

### Драконы
Огромные летучие рептилии, присутствующие при создании Азерота титанами. Пятеро из них (лидеры своих стай) были наделены частичными силами пятерых титанов: красная Алекстраза, Королева Драконов, стала аспектом жизни; её сестра зелёная Изера, Спящая, стала аспектом Природы, охраняя её в Изумрудном сне; бронзовый Ноздорму, Безвременный, стал аспектом времени; синий Малигос, Плетущий заклинания, стал аспектом магии; и чёрный Нелтарион, Хранитель земли, стал аспектом земли. Во время Войны Древних, Нелтарион сошёл с ума и предал другие стаи, почти уничтожив синих и свою стаю. Взяв себе имя Смертокрыл, Разрушитель, он решил воссоздать драконов по своему подобию и уничтожить всё живое в мире Азерота. Будучи одними из самых могучих магов Азерота, драконы могут принимать гуманоидную форму. Например, красный дракон Кориалстраз (возлюбленный Алекстразы) долгое время выдавал себя за мага-эльфа Краса в Даларане. Он так много времени провёл в эльфийской «шкуре», что ему это уже не кажется странным.

### Железные дворфы

Железный дворф

Раса дворфов, целиком состоящих из металла и расписанных рунами власти. Их столица — Тор-Модан в Седых холмах Нордскола. Хранитель Локен сотворил их воинство в Кузне Воли, в Ульдуаре, и изгнал оттуда Глиняных. Хотя за основу была взята сущность Глиняных дворфов, в качестве материалов использованы сталь, саронит и титан. Заклятые враги Глиняных и Горных великанов, также враждебны к Лиге Исследователей и стремятся уничтожить все артефакты, которые могли бы позволить исследователям проникнуть в сумрачные тайны прошлого. Служат Локену и Йогг-Сарону. После их поражения, большинство железных дворфов перешли на службу к хранителям и помогают защищать Ульдуар вместе с земельниками и механогномами.

### Свинобразы
Свинобразы напоминают двуногих кабанов. Считаются порождением полубога Агамаггана, Великого кабана, героически погибшего в Войне Древних против Пылающего легиона от руки самого Маннорота. У свинобразов очень развит инстинкт защиты территории. 
Хочешь умереть — напади на иглогрива в его логове!Поговорка орков
Впервые они встречаются в первых миссиях кампании Орды в игре Warcraft III: Reign of Chaos, где совершают набеги на тауренов, но впоследствии терпят поражения перед Ордой и прячутся по местам, откуда их трудно прогнать — в ущельях, пещерах и зарослях гигантского терновника (выросшего там, куда упала кровь Агамаггана).
В настоящее время большая часть свинобразов обитает в центральном районе Калимдора — Степях, где располагаются лагеря трёх племён свинобразов — Дыбогривы, Иглогривы и Иглошкуры — в лабиринтах Иглошкурых и курганах Иглошкурых.
Несмотря на легендарное происхождение от благородного дикого бога, разумность (свинобразы изготавливают оружие, инструменты и одежду, владеют друидизмом и шаманизмом), они крайне агрессивны и ни с кем не заключают союзов.

### Кентавры
Исконные враги тауренов. Кентавры постоянно совершали набеги на поселения жителей Бесплодных земель. Обликом они напоминают коней, но вместо конской шеи и головы они имеют человеческий торс. Это дикая и воинственная раса, настороженно относящийся ко всем некентаврам. Особую ненависть вызывали у них таурены, а позднее и орки. Некоторые кентавры, когда пленят противника, обычно его съедают.
Легенда гласит, что эта раса приходится родственником полубожеству ночных эльфов Кенарию. Правда это или нет, но, как и подобает потомкам богов природы, они отличаются диким и жестоким нравомм. Эти конелюды происходят из Пустынных земель Западного Калимдора, затем они распространились по всему Центральному Калимдору, заселив такие области, как Бесплодные земли, Тысяча игл и местность рядом с Дуротаром. В прошлом они постоянно совершали набеги на тауренов, а затем включили в число своих врагов также орков и троллей. Таурены считали, что кентавры были специально созданы для того, чтобы причинять зло своим соседям. Легенда гласит, что кентавров породили Заэтар, бессмертный сын Кенария, и принцесса земных элементалей Терадрас. Заэтар, увидев свирепостью и злобу своих детей, отвернулся от них, и за это кентавры его убили.
Некоторые верят, что скорбящая Терадрас заключила дух Заэтара в пещерах Мародона. С тех пор они населены злобными духами давно умерших ханов кентавров и буйных прислужников самой Терадрас из числа элементалей.

### Киражи
Киражи — потомки древних Акиров, появившихся из плоти Древних богов. Из империи акир возникли 3 разные культуры. На севере насекомые собрались у подземной тюрьмы Йогг-Сарона. Благодаря близости Древнего бога они постепенно развились в расу нерубианцев. Их королевство получило название Азжол-Неруб. Акир юго-востока стекались туда, где землю отравляло присутствие И’Шараджа. Они со временем преобразились в расу богомолов и ещё до падения империи акир основали большую колонию Манти’весс у Вечноцветущего дола. А вот акиры юго-запада поселились в Ан’Кираже — завоёванной ими темнице К’Туна. Гнусное дыхание Древнего бога скоро исказило их облик, превратив в расу киражей. Столицей киражей стало Ан’Кираж, расположенный в Силитусе, в которой правили близнецы-императоры Век’нилаш и Век’лор. На протяжении всего времени своего существования киражи теснили древних калдораев (они же ночные эльфы). Но каждый раз, когда победа была столь близка, драконы-аспекты оказывали помощь врагам силитидов. Дважды их армии отбрасывались назад, две Войны Зыбучих песков сотрясали поверхность и воздух Силитуса, и после второй была воздвигнута непреодолимая Стена Скарабеев, удерживающая огромный рой внутри своих владений. Киражи считаются коварной и жестокой расой, а К’Тун, стоящий во главе их неосязаемой и нерушимой иерархии видов, всегда ассоциировался с невообразимым, первобытным злом. А потому все расы опасаются дня, когда армии киражи выйдут во внешний мир.

### Клыкарры
Клыкарры (в русской локализации Warcraft III — тускарры, тускарцы) — раса полуморжей, обитающая в Нордсколе.
По природе добродушная кочевая раса, путешествующая по южной береговой линии Нордскола, ориентируясь по каменным статуям неких циклопов, отмечающих их сезонные рыболовецкие маршруты. Племенную принадлежность тускарцев можно узнать по символам, начертанным на их клыках, и хотя они — мирная раса, они постоянно конфликтуют с квалдирами и арктической расой мурлокоподобных существ, известных как горлоки.
Но даже их враги поражаются мастерству и бесстрашию клыкарров в ловле одних из самых опасных существ холодных вод Нордскола, таких как киты и гигантские кальмары. Даже безымянные левиафаны, скрывающиеся в глубинах океана, не могут противостоять клыкаррам.
Клыкарры понимают, что настали новые, тяжёлые времена, но благодаря недавнему появлению Орды и Альянса они нашли союзника в борьбе против враждебных сил Нордскола.
После падения Короля-лича жизнь клыкарров, вероятно, заметно облегчилась.

### Кобольды
Подземные жители, вечная проблема для всех, кто пытается поселиться в подземельях. По своему внешнему виду напоминают прямоходящих крыс с лисьими мордами, покрыты мехом, имеют хвосты (некоторые представители не имеют). Ходят всегда со свечой, закреплённой на голове. Доставляют большие неприятности людям при строительстве и эксплуатации рудниковых шахт, а также другим расам. Очень редко выходят на свет, но к свету приспособлены. Кроме вредительства и коварства, кобольды так же очень хитры, и могут заманивать жертв в тупики в своих подземельях.
Иногда кобольды нанимаются к другим расам, например ограм, обычно в качестве шахтёров и маркшейдеров.

### Магнатавры
Могучие исполины, населяющие северный континент Нордскол, магнотавры одни из самых крупных разумных рас Азерота. Внешне напоминают огромных кентавров с чертами внешности шерстистых мамонтов, такими как длинная шерсть и огромные бивни. Обладают весьма свирепым и жестоким характером, из-за чего другие обитатели северных земель, уступающие им по размерам, стараются держаться от них подальше. Их единственные союзники и лояльные слуги — снобольды — северные родичи кобольдов. Исследования показали, что подобно кентаврам, хранителям рощи и дриадам, магнотавры являются родичами полубога Кенария, но как именно они появились — неизвестно.

### Могу
Могу — властители старой Пандарии. Внешне похожи на китайских львов-стражей.
Могу, наряду с анубисатами и тол’вирами, являются созданиями титанов, а именно, слугами Хранителя по имени Ра. Ра создал их, чтобы они защищали южные земли в то время единого континента Калимдор от вторжений слуг Древних богов, а также чинили и эксплуатировали древние технологии титанов.
Со временем, оставшись без присмотра поражённого смертью своих создателей Хранителя Ра, могу построили могущественную империю на землях современной Пандарии, поработив народы пандаренов, хозенов и цзинь-юй, используя их труд для поддержания жизнеспособности империи.

### Мурлоки
Земноводные рыбообразные существа, тем не менее, имеющие руки и ноги и поэтому относящиеся к гуманоидам. Наиболее распространены в южной части континента Восточных королевств. Имеют племенной строй во главе со старейшинами и оракулами. Питаются рыбой, моллюсками. Некоторые из них- каннибалы. Выдвинута гипотеза, что среди мурлоков есть те кто подчиняется, сотрудничает или дружит с нагами. В качестве оружия в большинстве случаев пользуются копьями, а также ловчими сетями. Обитают на суше.
После того как Иллидан вызвал наг из морской пучины, активность мурлоков заметно усилилась. Выделяют несколько видов мурлоков: обычные, болотные, мутанты и марголы. Болотные отличаются от обычных лишь тем, что живут на болотах и имеют несколько другой цвет чешуи; мутанты живут в Проклятом лесу и осквернены, в игре встречаются в Фелвудских лесах, и весьма вероятно, подчинены Пылающему легиону; марголы меньше, но кровожаднее своих собратьев, многие из них находятся в союзе или услужении (в отличие от остальных мурлоков) у расы наг. Марголы обитают в глубоководных местах.
Как выяснилось, мурлоки имеют свой собственный язык, а не бессвязные наборы звуков. Доказательством этому послужил ночной эльф друид из ОСМ (Орден стражей Мурлокии), который перевоплотившись в мурлока смог изучить их язык и даже возглавить одно из племён мурлоков.
Мурлоки — одна из древнейших рас Азерота. Известно, что мурлоки, жившие на южных землях единого континента Калимдор, эволюционировали под воздействием благотворной энергии Вечноцветущего дола (который является «колыбелью природы», и наряду с низиной Шолазар и кратером Ун’Горо, создан Хранительницей Жизни Фреей) и превратились в цзинь-юй.

### Наару
Наару — существа из чистого света, являющиеся одним из аспектов мироздания в той же мере, как демоны являются аспектом Хаоса, а повелители Бездны — аспектом Тени.
Когда Саргерас появился в родном мире эредаров, удивительная раса разумных сгустков энергии — наару — помогла маленькой группе жителей этого мира избежать пагубного влияния тёмного титана. Вскоре эредары-беженцы начали называть себя дренеями, что означало «изгнанные». Тронутые смелостью дренеев, Наару благословили их мудростью и силой Света. Миролюбивые наару мечтали когда-нибудь объединить всех, кто сражался против Пылающего Легиона вместе, создать единую великую Армию Света. Не так давно, следуя своей цели, наару прибыли в Запределье на корабле, который также известен под названием Крепость Бурь. Большинство их покинуло корабль, чтобы исследовать новые земли. В это время армия эльфов крови во главе с принцем Кель’тасом Солнечным Скитальцем захватила пустующую крепость, взяв единственного охранника в заложники. Теперь, оставшись без крова над головой, без их крепости-корабля, наару застряли на этой планете, в Запределье, даже не представляя, что их ожидает в будущем.

### Наги
Змееподобные земноводные существа, наги в действительности являются ночными эльфами из касты высокорождённых, примкнувшими в Войне Древних к Азшаре. Из-за раскола Колодца Вечности они пали в воды огромного водоворота и заключили союз с таинственным Древним богом Н'Зотом, за что он дал им возможность свободно находиться в воде, сделав их нагами. Даже после гибели их королевы они остались верны Азшаре и поклоняются ей как богине. Будучи эльфами, они владели магией Колодца Вечности, но, превратившись в наг, не утратили навыков к магии и желания уничтожить ночных эльфов, как низшую касту. Были призваны Иллиданом и сражались на его стороне.
Поселения наг — в руинах древних городов ночных эльфов и на побережьях по всему Калимдору. Столица наг Назжатар находится глубоко в море.
В дополнении Battle for Azeroth Назжатар был поднят с морского дна.

### Нерубианцы
Это раса разумных пауков, населявших земли континента Нордскол. Когда-то существовала обширная подземная империя нерубов Азжол-Неруб, занимавшая всё подножие континента и, вероятно, существенную часть его поверхности. С приходом Короля-лича вопрос уничтожения империи был лишь делом времени, что и произошло в конечном итоге. Но хотя власть Короля-лича всё дальше распространялась по земле, под землёй ему противостояла древняя непокорная империя. Азжол-Неруб, империя, основанная жутковатой расой человекообразных пауков, послала свою элитную гвардию в наступление на Ледяную Корону, дабы покончить с Королём-личом и его безумной жаждой власти. К великому неудовольствию Нер’зула, оказалось, что воины Неруба не подвержены не только чуме, но и его телепатическому воздействию.
Подземные тоннели пауков охватывали практически половину территории Нордскола. Их тактика булавочных уколов раз за разом сводила на нет все усилия Нер’зула по их истреблению. В конце концов Нер’зул выиграл Паучью войну, буквально задавив противника числом: неистовые Повелители Ужаса и бессчётные легионы нежити ворвались в Азжол-Неруб и обрушили подземные храмы на головы их обитателей, паучьих владык.
Хотя воины Неруба не могли заразиться чумой, Нер’зул стал уже столь могущественным некромантом, что смог поднять трупы пауков-воинов и подчинить их своей воле. В память о стойкости и бесстрашии паучьего народа Нер’зул принял на вооружение их архитектурный стиль. Отныне крепости и здания в его землях стали походить на постройки пауков. Вскоре по приказу Короля-лича они по большей своей части были воскрешены и встали на сторону сил Плети.
Немногочисленные выжившие нерубианцы, впрочем, всё ещё продолжают сражаться с Королём-личом и радостно принимают помощь как со стороны Орды, так и со стороны Альянса. Часть выживших состоит в Альянсе.

### Огры
Огры — огромные и толстые гиганты, давно враждовавшие с орками ещё в Запределье. Когда орки начали войну с дренеями, они завербовали своих бывших врагов-огров в свои ряды в обмен на защиту последних от их хозяев, гроннов. Сперва кажется, что интеллектуальные способности большинства огров крайне низки (исключение составляет клан Огри’ла, члены которого развились благодаря окружающим их поселение апекситовым кристаллам) на самом деле они тоже обладают умом. Во время Второй войны колдун орков Гул’дан начал проводить обучение огров тёмному чародейству, в результате чего те подвергались мутации — у них вырастала циклопическая голова. Самым первым огром-магом стал Чо’Галл. Первая часть имени огра, обозначает имя «настоящей» головы, вторая — циклопической. После поражения Орды во Второй войне огры держатся нейтральных позиций, за исключением некоторых кланов, главенство над одним из таковых захватил полуорк-полуогр Рексар, после чего клан присоединился к Орде.
Всего известно лишь 3 двухголовых огра-чернокнижника, у которых есть потенциал и развитые умственные способности: Чо’Галл, Дентарг и Черносерд.
На деле огры — древняя раса родом с Дренора. Их далёким предком было огромное каменное существо по имени Гронд, созданное титаном Агграмаром и породившее ныне исчезнувшую расу земляных колоссов, от которых произошли гиганты Магнароны, от них — свирепые гронны, от них — жестокие огроны и от них огры. последним звеном эволюции стали орки, произошедшие от огров. Известно, что на Дреноре большинство огров когда-то жили в единой и сильной империи, с осколками которой по сей день можно столкнуться в множестве развалин. Эта империя с центром в городе Гория покорила немало земель в Дреноре и была известна своими магами. Империя огров рухнула после восстания их родичей - орков. Помимо этого, известно так же что огры живут не только на известной части Дренора, но и на неназванном материке.
На разрушенном Дреноре можно встретить повелителей огров. Эти редкие существа с одним глазом и множеством шипов возможно являются промежуточным звеном между ограми и их более крупными предками.

### Пандарены
Загадочных пандаренов, произошедших от панд, окружает множество тайн и легенд. Их мало кто видел и ещё меньше кто понимает. Эта раса — настоящая загадка для всего Азерота. Благородная история народа пандаренов насчитывает много тысяч лет, и началась она задолго до становления империи людей и раскола мира.
Пандаренам принадлежат чудесные, богатые земли. Когда-то давно они пребывали под безжалостным игом чудовищной расы древних воителей Могу. Но благодаря исключительной стойкости, дипломатическому дару и владению особой техникой рукопашного боя пандарены свергли Могу и заложили основы своей империи, которая процветает уже не одну тысячу лет.
В те мрачные дни перед расколом мира, когда демоны наводнили Азерот и всему живому грозила гибель, последний император пандаренов нашёл, как защитить свои земли от страшного нашествия. Он заключил сделку с судьбой, и на 10 тыс. лет Пандарию окружил непроницаемый туман. Но за это было уплачено дорогой ценой: с былым покоем и безмятежным процветанием было покончено.
По характеру пандарены весёлые и жизнерадостные, прирождённые пивовары, чей дар известен на весь Азерот. Например, один из самых великих пандаренов, Чэнь Буйный Портер, давным-давно всего лишь отправился странствовать по миру в поисках рецептов пива, и… повлиял на судьбу Азерота. Кроме хмельных напитков пандарены любят поесть и поустраивать поединки (дружеские, естественно), ведь они — прирождённые мастера боевых искусств, таких как кунг-фу. Традиции пандаренов схожи с китайскими, они также пишут иероглифами и строят пагоды в китайском стиле.

### Сауроки
Когда-то могу были нужны войска, которые помогли бы им удержать древнюю Пандарию под контролем. И выбор неожиданно пал на фауну Вечноцветущего дола. Могу нашли несколько особенно мощных видов местных рептилий и с помощью магии исказили их тела и разум для того, чтобы те могли держать оружие. Однако эксперимент оказался неудачным: эти ящероподобные существа бросались на своих командиров, бежали с полей боя и отказывались подчиняться. В ярости могу истребили их практически полностью и уничтожили инкубаторы… однако вышло так, что сейчас сауроки существуют, а империя могу пала после восстания их рабов пандаренов.
Когда могу исчезли, сауроки поселились в диких пустошах Пандарии. Сила и агрессия делали их опасными бойцами-одиночками, но со временем они зашли ещё дальше и стали собираться в стаи. У них нет домов и государств, и в битву они бросаются, чтобы удовлетворить природную жестокость и, возможно, перекусить мясом павших врагов.

### Титанические хранители
Титанические хранители — могучие антропоморфные творения титанов, служащие непосредственно им. Были созданы, чтобы следить за другими их творениями и поддерживать порядок в мире.
В Азероте известные хранители — Торим, Сиф, Мимирон, Ходир, Фрейя, Аркедас, Тир, Один, Ра-ден и Локен. Большая часть Хранителей были убиты в ходе междоусобных войн, войн с Древними богами или столкновениями с современными героями Азерота. На данный момент достоверно известно только об одном живом Хранителе — Одине, который с армией врайкулов оказался заперт в собственной крепости, Залах Доблести.

### Титаны
Древняя могучая раса богов, рождённых в ядрах планет, состоящая из двух подвидов: ваны и асы. Титаны путешествуют по мирам, переделывая их на своё усмотрение. Азерот считается одним из их величайших достижений. Основными противниками титанов являются демоны и Древние боги. Сильнейшим ударом для титанов стало предательство их сильнейшего воина — Саргераса, который стал предводителем Пылающего Легиона.
Титаны являются создателями многих рас: земельников, предки дворфов, механогномов, предки гномов, могу, тол’виров, анубисатов, некоторых видов великанов, «неудачных» троггов и даже магнаронов, гроннов, огронов, огров и орков (последние 5 являются потомками Гронда — колоссального каменного гиганта, созданного титаном Агррамаром).
В Азероте титаны оставили драконов надзирать над их творением. Пятеро из драконов были наделены частью силы Пантеона титанов: Аман’тул наделил бронзового Ноздорму властью над временем, Эонар отдала часть своего духа красной Алекстразе для защиты жизни и зелёной Изере — для защиты природы и Изумрудного Сна, Норганнон дал синему Малигосу власть над магией, а Каз’горот поручил чёрному Нелтариону охранять землю, с чем он (Нелтарион, ныне Смертокрыл) не справился.
В Хрониках выяснилось что титаны рождаются из душ миров — сгустков магии, которые содержат лишь немногие планеты в Великой Запредельной Тьмы.
В конце концов были истреблены после попытки устроить Гул Земли или же Рагнарёк.

### Тол’виры
Раса существ, напоминающая нечто среднее между пумой, кентавром и грифоном. Были созданы титанами во времена обустройства Азерота. Всего известно три племени — Орсисы, Рамкахэены и Неферсеты. В дополнении Cataclysm Неферсеты перешли на сторону Смертокрыла, за что аспект смерти вернул им каменный облик, в котором их раса и была создана. Существовало также ещё как минимум два племени, названия которых неизвестны. Первое вместе с анубисатами охраняло темницу Древнего бога К’Туна в Силитусе, а второе обитало в Нордсколе. Оба племени были порабощены киражами и нерубианцами, которые сделали из них своих рабов — обсидиановых разрушителей.

### Трогги
Старая раса, первая попытка титанов создать земельников, близких родственников дворфов. Злейшие враги гномов. Напали на столицу гномов Гномереган, из-за чего, в попытке справиться с первыми, гномы открыли захоронения радиоактивных отходов, но на троггов они не просто не подействовали но и усилили. Про эту расу так же можно узнать в древнем забытом городе титанов Ульдамане, что в Восточных королевствах.

### Фурболги
Фурболги (беорны) — люди-медведи. Их кланы и племена жили, не участвуя в войнах людей, но затем они включились в войну с Пылающим легионом, грозившим уничтожить их мир. Участвовали в Войне Древних 10 тыс. лет назад на стороне ночных эльфов. Почти все племена и кланы были осквернены Пылающим легионом, кроме племени Древобрюхов, крепость которых располагается на стыке Лунной поляны, Осквернённого леса и Зимних ключей.
Название фурболгов, вероятно, происходит от «Фир Болг» — названия первых богов Ирландии в кельтской мифологии, которые были изгнаны народом Туата Де Дананн, и англ. fur — «мех», «шерсть».
Интересно, что имя Беорн носит в легендариуме Дж. Толкина родоначальник и вождь клана Беорнингов, который имел способность превращаться в медведя. Он упоминается в повести «Хоббит, или Туда и обратно».

### Эфириалы
Бороздящие хаотичные просторы между мирами, эфириалы — астральные путешественники, раса из извращённой реальности. В основном их знают на других планетах как коллекционеров и продавцов различных артефактов и магических штучек. Сейчас эфириалов привлекает Запределье. Многие из них стремятся разыскать потерянные давным-давно сокровища этих земель и завладеть ими. Среди них встречаются подлецы и обманщики, которые не остановятся ни перед чем, чтобы достигнуть свои таинственные цели. Их родную планету К’ареш захватили армии демона Деменсиуса.

## Сочетания рас и классов
| Раса                           | Воин | Паладин | Охотник | Разбойник | Жрец | Шаман | Маг  | Чернокнижник | Монах | Друид | Охотник на демонов | Рыцарь смерти |
| ------------------------------ | ---- | ------- | ------- | --------- | ---- | ----- | ---- | ------------ | ----- | ----- | ------------------ | ------------- |
| Люди                           | В-Д  | П-Д     | О-Д     | Р-Д       | Ж-Д  | Ш-Н   | Ма-Д | Ч-Д          | Мо-Д  | Д-Н   | ОД-Н               | РС-Д          |
| Дворфы                         | В-Д  | П-Д     | О-Д     | Р-Д       | Ж-Д  | Ш-Д   | Ма-Д | Ч-Д          | Мо-Д  | Д-Н   | ОД-Н               | РС-Д          |
| Ночные эльфы                   | В-Д  | П-Н     | О-Д     | Р-Д       | Ж-Д  | Ш-Н   | Ма-Д | Ч-Н          | Мо-Д  | Д-Д   | ОД-Д               | РС-Д          |
| Гномы                          | В-Д  | П-Н     | О-Д     | Р-Д       | Ж-Д  | Ш-Н   | Ма-Д | Ч-Д          | Мо-Д  | Д-Н   | ОД-Н               | РС-Д          |
| Дренеи                         | В-Д  | П-Д     | О-Д     | Р-Н       | Ж-Д  | Ш-Д   | Ма-Д | Ч-Н          | Мо-Д  | Д-Н   | ОД-Н               | РС-Д          |
| Воргены                        | В-Д  | П-Н     | О-Д     | Р-Д       | Ж-Д  | Ш-Н   | Ма-Д | Ч-Д          | Мо-Н  | Д-Д   | ОД-Н               | РС-Д          |
| Эльфы Бездны                   | В-Д  | П-Н     | О-Д     | Р-Д       | Ж-Д  | Ш-Н   | Ма-Д | Ч-Д          | Мо-Д  | Д-Н   | ОД-Н               | РС-Д          |
| Озарённые дренеи               | В-Д  | П-Д     | О-Д     | Р-Н       | Ж-Д  | Ш-Н   | Ма-Д | Ч-Н          | Мо-Н  | Д-Н   | ОД-Н               | РС-Д          |
| Дворфы из клана Чёрного Железа | В-Д  | П-Д     | О-Д     | Р-Д       | Ж-Д  | Ш-Д   | Ма-Д | Ч-Д          | Мо-Д  | Д-Н   | ОД-Н               | РС-Д          |
| Култирасцы                     | В-Д  | П-Н     | О-Д     | Р-Д       | Ж-Д  | Ш-Д   | Ма-Д | Ч-Н          | Мо-Д  | Д-Д   | ОД-Н               | РС-Д          |
| Механогномы                    | В-Д  | П-Н     | О-Д     | Р-Д       | Ж-Д  | Ш-Н   | Ма-Д | Ч-Д          | Мо-Д  | Д-Н   | ОД-Н               | РС-Д          |
| Пандарены                      | В-Д  | П-Н     | О-Д     | Р-Д       | Ж-Д  | Ш-Д   | Ма-Д | Ч-Н          | Мо-Д  | Д-Н   | ОД-Н               | РС-Д          |
| Орки                           | В-Д  | П-Н     | О-Д     | Р-Д       | Ж-Н  | Ш-Д   | Ма-Д | Ч-Д          | Мо-Д  | Д-Н   | ОД-Н               | РС-Д          |
| Отрёкшиеся                     | В-Д  | П-Н     | О-Д     | Р-Д       | Ж-Д  | Ш-Н   | Ма-Д | Ч-Д          | Мо-Д  | Д-Н   | ОД-Н               | РС-Д          |
| Таурены                        | В-Д  | П-Д     | О-Д     | Р-Н       | Ж-Д  | Ш-Д   | Ма-Н | Ч-Н          | Мо-Д  | Д-Д   | ОД-Н               | РС-Д          |
| Тролли                         | В-Д  | П-Н     | О-Д     | Р-Д       | Ж-Д  | Ш-Д   | Ма-Д | Ч-Д          | Мо-Д  | Д-Д   | ОД-Н               | РС-Д          |
| Эльфы крови                    | В-Д  | П-Д     | О-Д     | Р-Д       | Ж-Д  | Ш-Н   | Ма-Д | Ч-Д          | Мо-Д  | Д-Н   | ОД-Д               | РС-Д          |
| Гоблины                        | В-Д  | П-Н     | О-Д     | Р-Д       | Ж-Д  | Ш-Д   | Ма-Д | Ч-Д          | Мо-Н  | Д-Н   | ОД-Н               | РС-Д          |
| Ночнорождённые                 | В-Д  | П-Н     | О-Д     | Р-Д       | Ж-Д  | Ш-Н   | Ма-Д | Ч-Д          | Мо-Д  | Д-Н   | ОД-Н               | РС-Д          |
| Таурены Крутогорья             | В-Д  | П-Н     | О-Д     | Р-Н       | Ж-Н  | Ш-Д   | Ма-Н | Ч-Н          | Мо-Д  | Д-Д   | ОД-Н               | РС-Д          |
| Маг’хары                       | В-Д  | П-Н     | О-Д     | Р-Д       | Ж-Д  | Ш-Д   | Ма-Д | Ч-Н          | Мо-Д  | Д-Н   | ОД-Н               | РС-Д          |
| Зандалары                      | В-Д  | П-Д     | О-Д     | Р-Д       | Ж-Д  | Ш-Д   | Ма-Д | Ч-Н          | Мо-Д  | Д-Д   | ОД-Н               | РС-Д          |
| Вульперы                       | В-Д  | П-Н     | О-Д     | Р-Д       | Ж-Д  | Ш-Д   | Ма-Д | Ч-Д          | Мо-Д  | Д-Н   | ОД-Н               | РС-Д          |